# Кузнецы (Павлово-Посадский городской округ)
Кузнецы́ — деревня в Московской области России. Входит в Павлово-Посадский городской округ. Население — 1318 чел. (2010).

## География
Деревня Кузнецы расположена в северной части Павлово-Посадского района, примерно в 5 км к северу от города Павловский Посад. Высота над уровнем моря 136 м. В 0,5 км к югу от деревни находится озеро Данилище. В деревне 2 улицы — Дорожная и Новая, к деревне приписано 6 СНТ. Ближайшие населённые пункты — деревни Заозерье, Тарасово и Борисово.

## Название
Название связано с некалендарным личным именем Кузнец.

## История
В 1817 или по другим данным 1819 году в деревне Кузнецы Богородского уезда родился Сидор Мартынович Шибаев, известный русский предприниматель и нефтепромышленник. Умер он в 1888 году, похоронен в Москве на Рогожском кладбище. 
В 1910 году деревне был построен старообрядческий храм Анны Кашинской по проекту архитектора Ильи Бондаренко. В начале 1920-х годов был отобран у старообрядческой общины и в нем был устроен производственный цех.
В 1926 году деревня являлась центром Кузнецовского сельсовета Павлово-Посадской волости Богородского уезда Московской губернии, в деревне имелась семилетняя школа, детский дом, клуб и чайная комитета крестьянской общественной взаимопомощи.
С 1929 года — населённый пункт в составе Павлово-Посадского района Орехово-Зуевского округа Московской области, с 1930-го, в связи с упразднением округа, — в составе Павлово-Посадского района Московской области.
До муниципальной реформы 2006 года Кузнецы входили в состав Кузнецовского сельского округа Павлово-Посадского района.

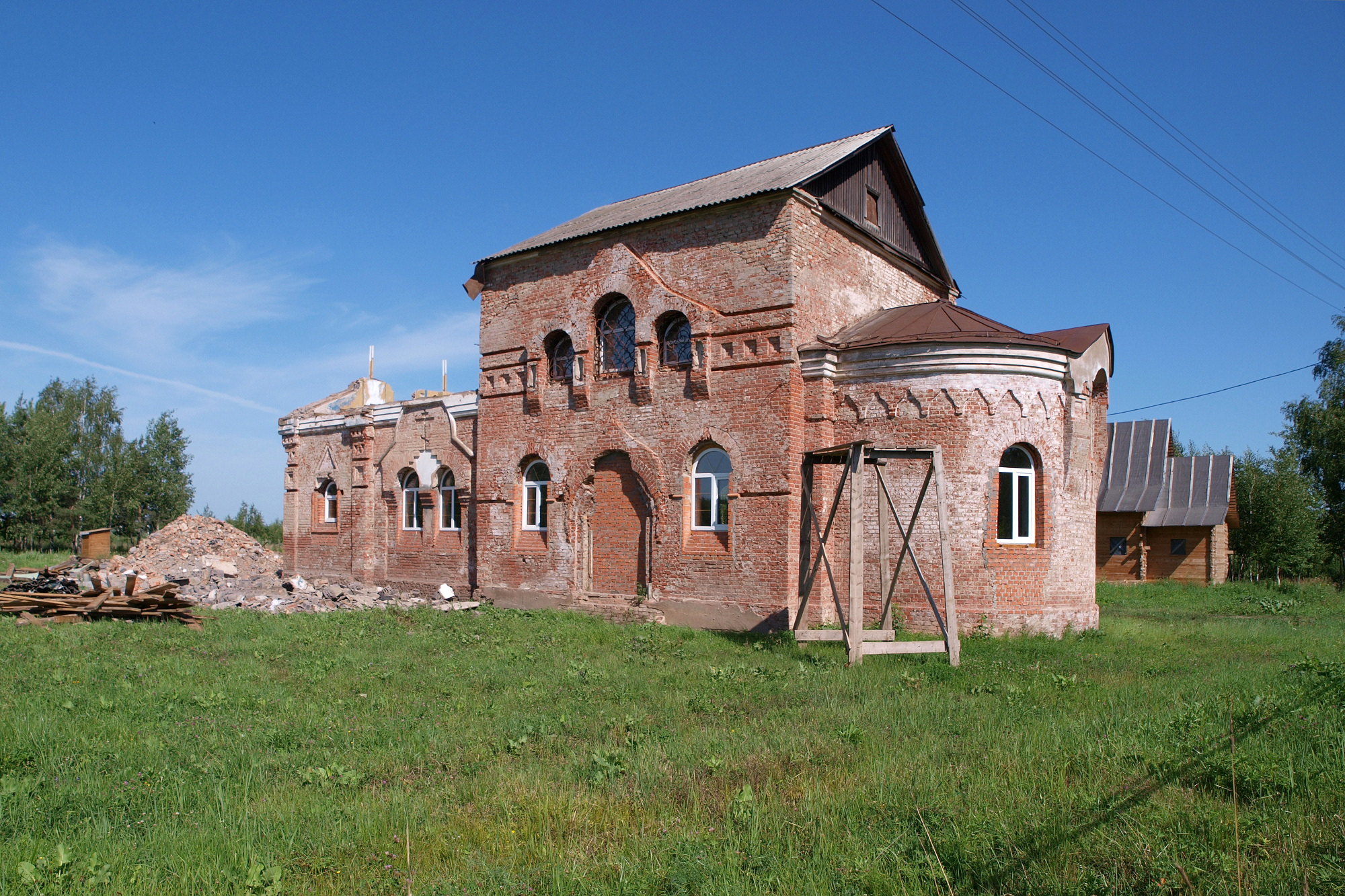
Храм Анны Кашинской в Кузнецах

Историческое здание храма Анны Кашинской вместе с земельным участком были выкуплены Павловопосадской старообрядческой общиной, после чего началось его восстановление. 30 октября 2016 года митрополит Корнилий (Титов) совершил его освящение.
С 2004 до 2017 гг. деревня была административным центром упразднённого Кузнецовского сельского поселения Павлово-Посадского муниципального района.

## Население
| 1926 | 2002  | 2006  | 2010  |
| ---- | ----- | ----- | ----- |
| 811  | ↗1280 | ↗1281 | ↗1318 |

В 1926 году в деревне проживало 811 человек (373 мужчины, 438 женщин), насчитывалось 155 хозяйств, из которых 112 было крестьянских. По переписи 2002 года — 1280 человек (598 мужчин, 682 женщины).